# Azərbaycan Dəmir Yolları
De Azerbeidzjaanse Spoorwegen (Azerbeidzjaans: Azərbaycan Dəmir Yolları, ADY) is de nationale spoorwegmaatschappij van Azerbeidzjan. ADY is de grootste spoorwegmaatschappij die in Azerbeidzjan actief is. Het bedrijf werd opgericht in 1991. De basis werd gevormd door de hoofdvestiging in Bakoe van de Sovjet-Spoorwegen.
De Azerbeidzjaanse Spoorwegen is een van de opvolgers van de Sovjet-Spoorwegen (1917-1991), dat de opvolger van de Russische Keizerlijke Spoorwegen (1878-1917) was.
De eerste spoorlijn in Azerbeidzjan werd gelegd in 1878 en werd geopend in 1880 in de voorsteden van Bakoe.

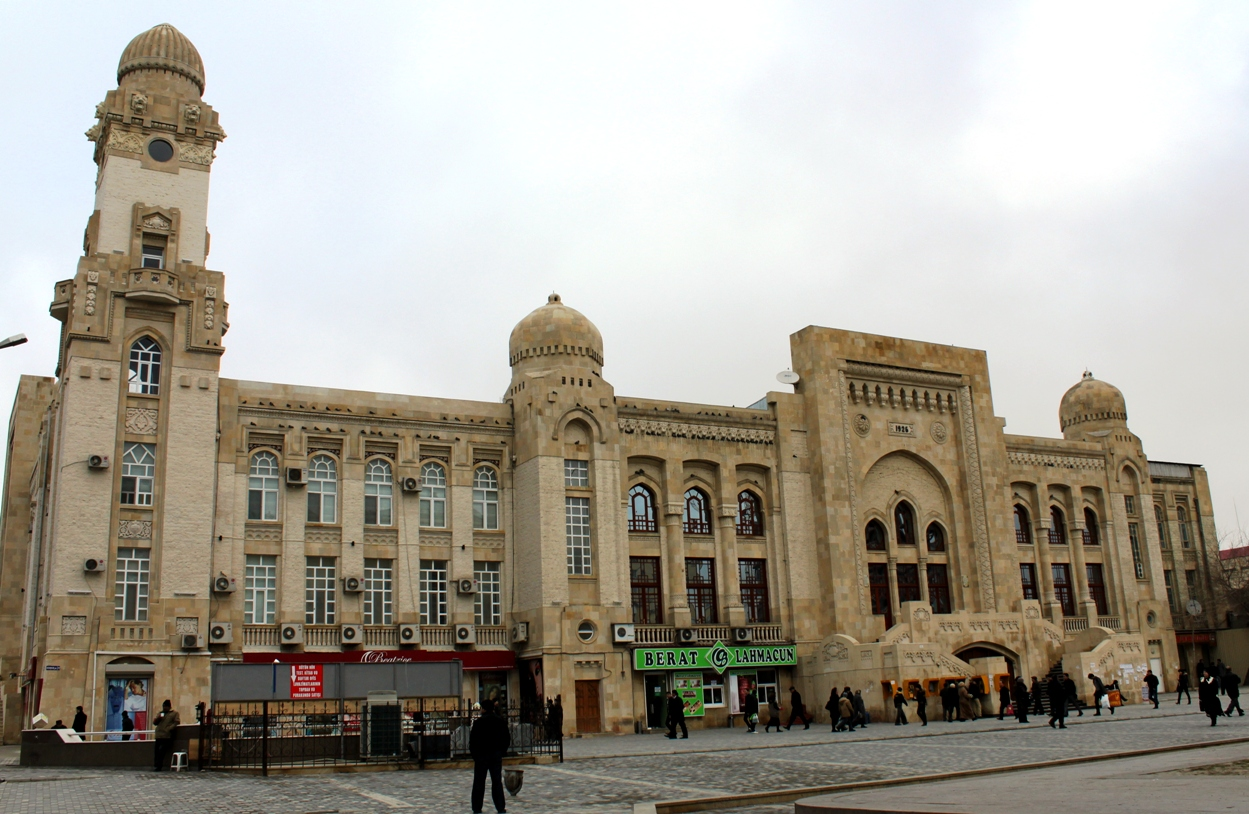
Het hoofdkwartier van de Azerbeidzjaanse Spoorwegen in de hoofdstad Bakoe

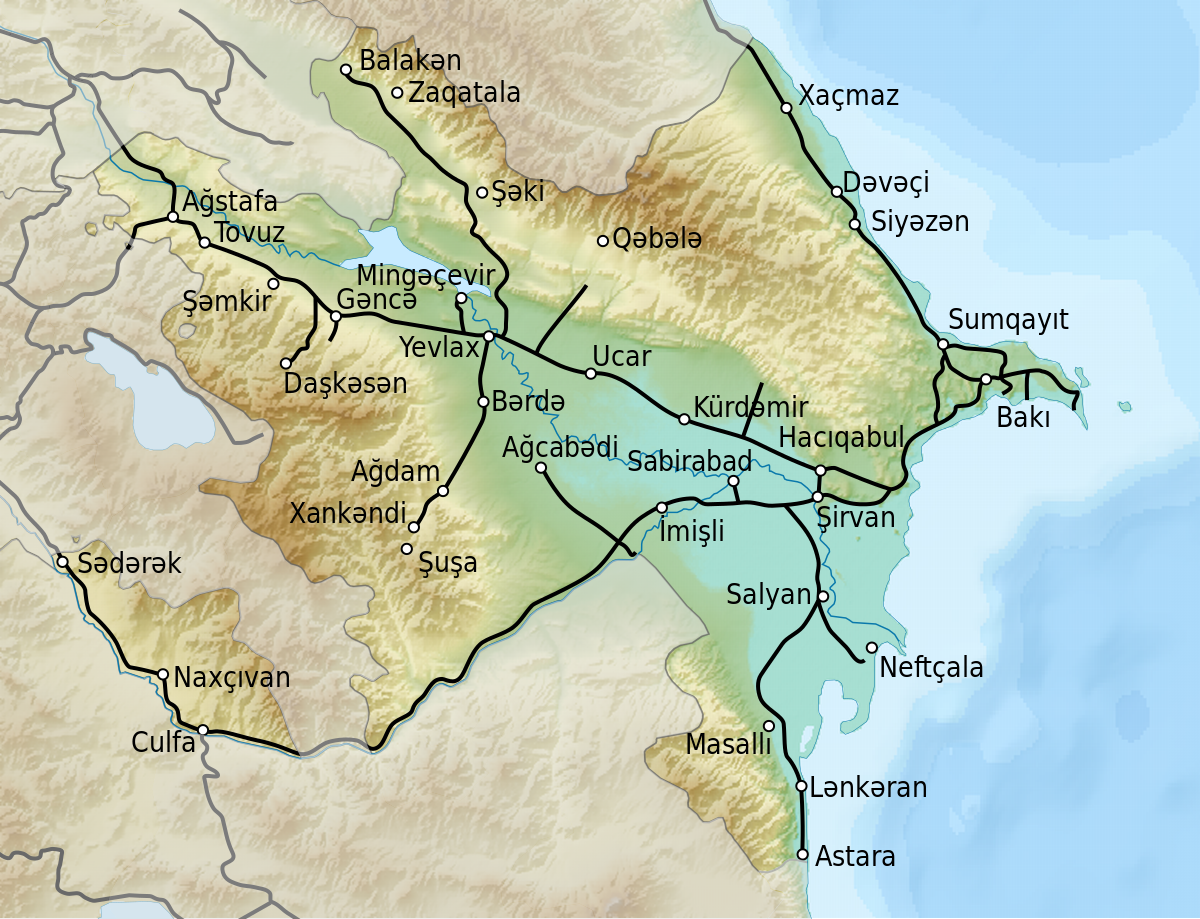
kaart van het Azerbeidzjaanse spoorwegnet

## Trajecten
De trajecten van het Azerbeidzjaanse spoorwegnet heeft een totale lengte van 2932 kilometer. Nog enkele lijnen zijn in aanbouw of in het planstadium. De spoorwijdte is 1520 mm op basis van het Russisch breedspoor.

## Elektrische tractie
Het traject werd geëlektrificeerd met een spanning van 3.000 volt (3 kilovolt) gelijkstroom. Van de totale lengte van de spoorwegnet is 43% of 1272 km geëlektrificeerd.

## Internationale spoorweg verbindingen met de buurlanden
- Rusland - dezelfde spoorwijdte.

- Georgië - dezelfde spoorwijdte - tevens nieuwe verbinding naar Turkije met verandering van spoorwijdte in 1435 mm normaalspoor (in aanbouw - zal worden afgerond in 2012).

- Iran - verandering van spoorwijdte in 1435 mm normaalspoor.

- Turkije - geen verbinding - verandering van spoorwijdte in 1435 mm normaalspoor met nieuwe verbinding via Georgië (in aanbouw - zal worden afgerond in 2012).

- Armenië - dezelfde spoorwijdte - gesloten om politieke redenen.